# Antimilitarismus

Das zerbrochene Gewehr: Logo antimilitaristischer Organisationen, so der Kriegsdienstverweigerer-Verbände wie War Resisters’ International

Antimilitarismus ist eine Haltung, die gegen das Überhandnehmen militärischer Interessen und Strukturen in Staat und Gesellschaft und die Übersteigerung soldatischer und kämpferischer Werte gerichtet ist. Sie wendet sich gegen militaristische Tendenzen innerhalb von Gesellschaft und Politik. Es gibt eine Vielzahl von Definitionen und Abgrenzungen zu dem verwandten Begriff des Pazifismus. Es wird unter anderem unterschieden zwischen Pazifismus als grundsätzlicher Ablehnung des Kriegs und Antimilitarismus als „einer ausgeprägten Zurückhaltung, sich mit militärischen Mitteln in der internationalen Sicherheitspolitik zu involvieren“. Ähnlich schreibt Bernard Degen: „Die grundsätzliche Ablehnung alles Militärischen gehört nicht zum Kern des Antimilitarismus, lässt sich aber in der Praxis oft schwer davon trennen, was die Abgrenzung zum Pazifismus verwischt.“

## Gesellschaftliche Aspekte
Für Kurt Tucholsky war die Dominanz des Militärischen eine Ursache für den typisch deutschen Untertanengeist, der demokratische Entwicklungen behinderte. Nach Ende des Ersten Weltkrieges machte Tucholsky den preußischen Militarismus auch für die Missstände an der Front verantwortlich. Er kam zu dem Schluss:

„Worauf es uns ankommt, ist dies: den Deutschen, unsern Landsleuten, den Knechtsgeist auszutreiben, der nicht gehorchen kennt, ohne zu kuschen – der keine sachliche Unterordnung will, sondern nur blinde Unterwerfung. Unser Offizier hat schlecht und recht seinen Dienst getan, und auch den teilweise mäßig genug – aber er hat sich überzahlen lassen, und wir haben auszufressen, was ein entarteter Militarismus uns eingebrockt hat.
Nur durch völlige Abkehrung von dieser schmählichen Epoche kommen wir wieder zur Ordnung. Spartakus ist es nicht; der Offizier, der sein eigenes Volk als Mittel zum Zweck ansah, ist es auch nicht – was wird es denn sein am Ende?
Der aufrechte Deutsche.“

Die Ablehnung des Militärischen lässt sich dabei auf dessen verschiedene Formen wie Paraden, Kriegerdenkmäler, Kriegsliteratur, öffentliche Gelöbnisse und Waffenschauen übertragen. So heißt es bei Tucholsky:

„Jubel über militärische Schauspiele ist eine Reklame für den nächsten Krieg; man drehe diesem Kram den Rücken oder bekämpfe ihn aktiv. Auch wohlwollende Zuschauer sind Bestärkung.“

Albert Einstein trat bis zur Machtübernahme der NSDAP als glühender Redner gegen den Militarismus auf, mit aus heutiger Sicht ungewöhnlich klaren Worten:

„Wenn einer mit Vergnügen in Reih und Glied zu einer Musik marschieren kann, dann verachte ich ihn schon; er hat sein großes Gehirn nur aus Irrtum bekommen, da für ihn das Rückenmark schon völlig genügen würde. Diesen Schandfleck der Zivilisation sollte man so schnell wie möglich zum Verschwinden bringen. Heldentum auf Kommando, sinnlose Gewalttat und leidige Vaterländerei, wie glühend hasse ich sie, wie gemein und verächtlich erscheint mir der Krieg; ich möchte mich lieber in Stücke schlagen lassen, als mich an einem so elenden Tun zu beteiligen! Ich denke immerhin so gut von der Menschheit, dass ich glaube, dieser Spuk wäre schon längst verschwunden, wenn der gesunde Sinn der Völker nicht von geschäftlichen und politischen Interessen durch Schule und Presse systematisch korrumpiert würde.“

## Politische Aspekte
Gegen Ende des Ersten Weltkrieges begrüßte der Journalist Robert Breuer (alias Germanicus) die Niederlage des Deutschen Reiches, weil im Falle eines Sieges das Militär vermutlich Staat und Gesellschaft vollständig beherrscht hätte:

„Man stelle sich nur einmal vor, was aus Deutschland geworden wäre, wenn wir in einem einzigen sieghaften Anrennen Europa unter die Füße bekommen hätten. Den Leutnant in Ehren: aber wäre es dann überhaupt noch möglich gewesen, ohne gebrochene Kniee der Uniform zu begegnen?“

In der Weimarer Republik kamen Pazifisten zu der Überzeugung, dass der Aufbau einer deutschen Reichswehr prinzipiell abzulehnen sei, weil der preußische Militarismus noch ungebrochen weiter existiere und trotz starker Beschränkungen einen neuen Krieg vorbereite. Tucholsky verglich die deutschen Militärs daher häufig mit Feuerwehrleuten, die selbst die Brände legen wollten, die sie zu löschen beauftragt seien. Diese Kritiker behielten recht, denn die Nationalsozialisten mussten die seit langem ausgearbeiteten Aufrüstungs- und Kriegspläne nur noch in die Tat umsetzen.
In den 1950er Jahren konnte mit pazifistischen und antimilitaristischen Argumenten die Wiederbewaffnung Deutschlands nicht verhindert werden. Im Zuge dieser wurde die Bundeswehr nach dem Prinzip vom „Staatsbürger in Uniform“ und unter dem Primat der Politik über die Streitkräfte als Parlamentsarmee aufgestellt.
In der Bundesrepublik setzen sich insbesondere die Zeitung Graswurzelrevolution und die mit ihr verbundene Graswurzelbewegung seit Ende der 60er Jahre publizistisch und aktionistisch für den Antimilitarismus ein.

## Positionen von Antimilitaristen
Antimilitaristen unterscheiden sich je nach Organisation, teils individuell in ihren Positionen, die folgende Aspekte beinhalten können:
- Ablehnung von Krieg als Mittel der Politik
- Ablehnung von Auslandseinsätzen von Polizei und Militär, z. B. der Bundeswehr
- Für das Selbstbestimmungsrecht aller Völker – Abzug aller militärischen Besatzer
- Für die Auflösung der NATO
- Für die Abschaffung der Wehrpflicht
- Für die Abschaffung der Armee
- Für Soziale Verteidigung
- Für weltweite Abrüstung, für Senkung der Rüstungsausgaben
- Ablehnung von Atomwaffen
- Ablehnung von Rüstungsexporten
- Ablehnung von Werbung für die Bundeswehr an Schulen und Hochschulen
- Ablehnung der politisch motivierten Gewalt als Mittel der politischen Auseinandersetzung
- Ablehnung von politischer Verfolgung von Antimilitaristen
- Für Ausstieg aus der Atomenergie als Voraussetzung zu nuklearer Abrüstung

## Strömungen des Antimilitarismus
Es gibt zahlreiche Strömungen im Antimilitarismus. Antimilitarismus ist eine Überzeugung, die besonders dort als Gegenbewegung auftritt, wo eine Macht aufrüstet, aufrüsten will oder bereits aufgerüstet hat.

### Anarchistische Antimilitaristen
Die meisten anarchistischen Strömungen sind antimilitaristisch und lehnen jeden Teil einer Militärdiktatur ab. Für anarchistische Antimilitaristen ist das Militär der Unterdrücker der Unterschicht und die hauptsächliche Stütze einer hierarchischen Klassengesellschaft.

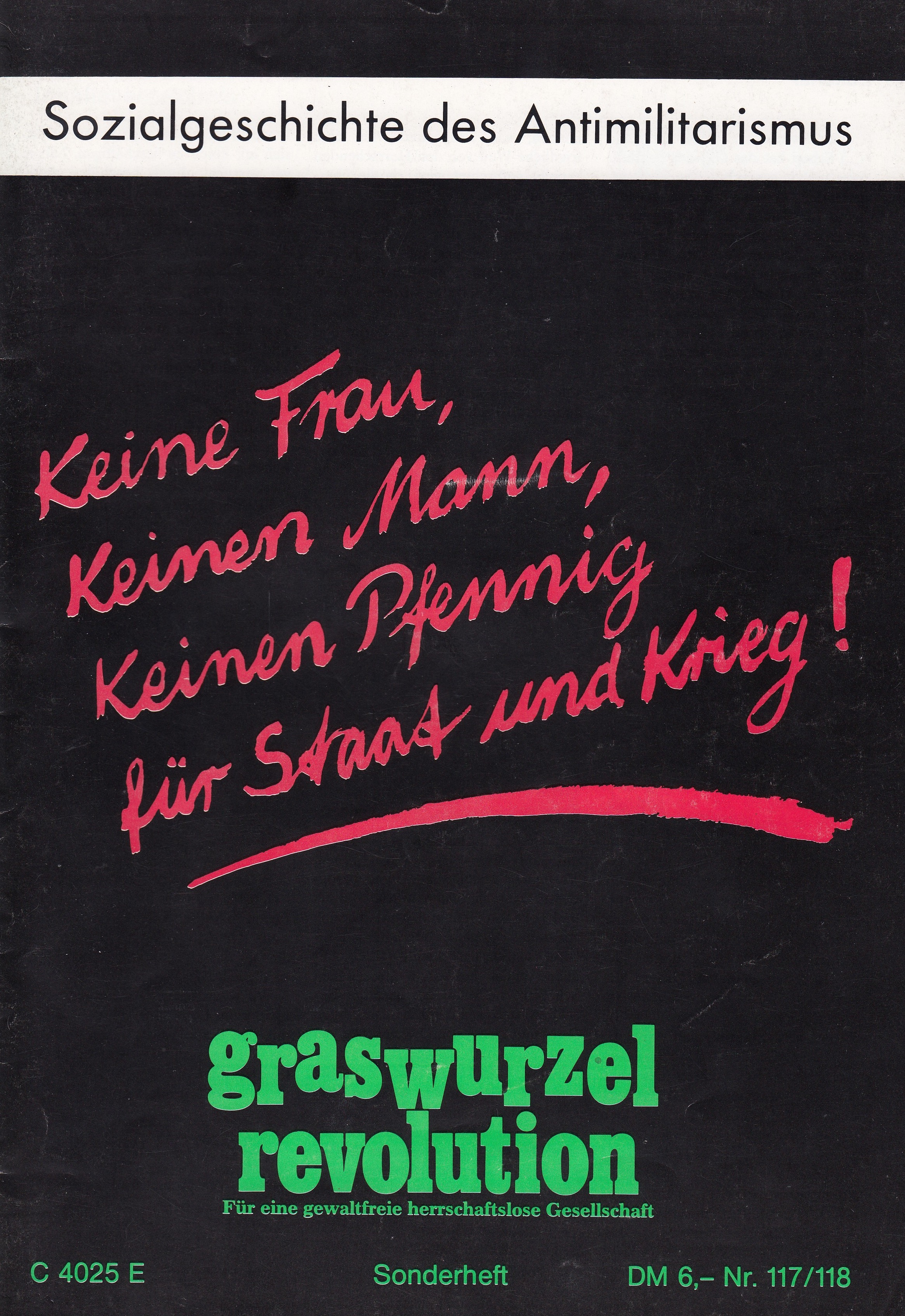
Zeitschrift Graswurzelrevolution1987

### Antimilitaristen für nukleare Abrüstung
Antimilitaristen und Atomkraft-Gegner setzten sich bei Castor-Transporten für den Atom-Ausstieg und für die nukleare Abrüstung ein.

### Antimilitaristen für innere Abrüstung
Ab dem Jahr 2006 begannen die Innenminister Otto Schily, Thomas de Maizière und Wolfgang Schäuble mit dem Aufbau eines Systems, das nach Ansicht politischer Gegner der Überwachung und inneren Aufrüstung diente. Forderungen waren unter anderem:
- Vorratsdatenspeicherung
- Aufrüstung der Polizei auf militärisches Niveau
- Totalüberwachung

Eine Gegenbewegung gründete sich mit Fragen zur inneren Abrüstung. Sie stellte die Frage, ob der Überwachungswahn militaristisch sei. Als Beispiel für Exekutiven, die mit Waffen gegen die eigene Bevölkerung vorgehen, wurden hier Militärdiktaturen aufgezeigt.

### Bekannte Antimilitaristen
Einer der bekanntesten Antimilitaristen, Karl Liebknecht, definierte den Militarismus als die Summe „aller friedensstörenden Tendenzen des Kapitalismus“. Dieser erfülle einen doppelten Zweck, nämlich als innerer Militarismus zum Schutz der Kapitalistenklasse und als äußerer Militarismus zur imperialistischen Eroberung neuer Ausbeutungsgebiete.
Auch Erich Mühsam war ein bekannter anarchistischer Antimilitarist. In den Niederlanden gründete Ferdinand Domela Nieuwenhuis 1904 die Internationale Anti-Militaristische Vereeniging („Internationale Antimilitaristische Vereinigung“) (IAMV).
Weitere Antimilitaristen waren unter anderem: Fritz Köster, Hendrik Ebo Kaspers, Oskar Stillich, Lodewijk van Mierop, Uwe Timm, Clara Gertrud Wichmann, Augustin Souchy.